# Diversidad filogenética

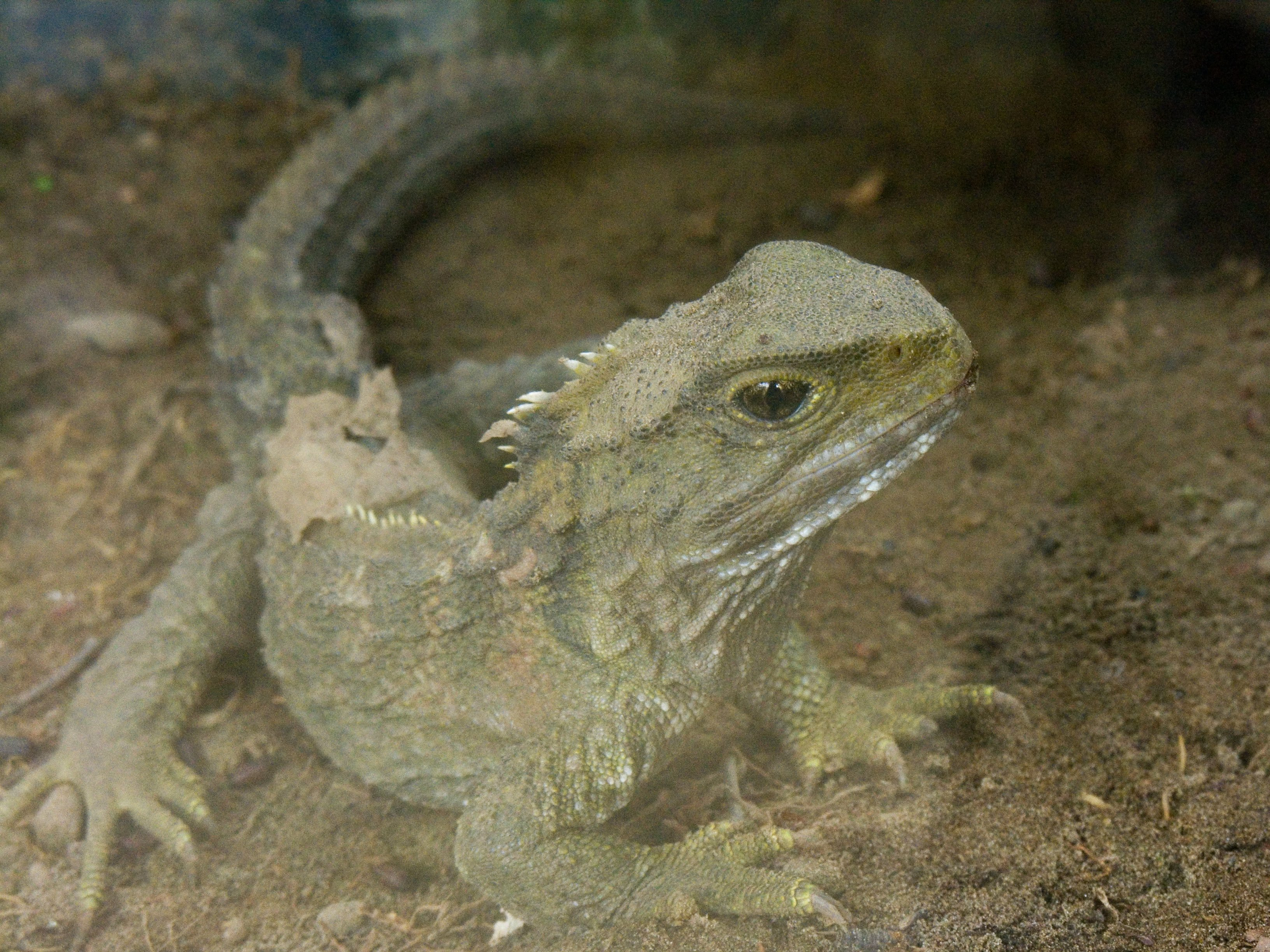
Las dos especies de tuátaras están separadas de todas las demás por más de 200 millones de años

La diversidad filogenética es una medida de la biodiversidad que incorpora la diferencia filogenética entre especies. Se define y calcula como «la suma de las longitudes de todas aquellas ramas que son miembros del correspondiente camino de extensión mínima», en el que 'rama' es un segmento de un cladograma, y el camino de extensión mínima es la distancia mínima entre los dos nodos.
Esta definición es distinta de medidas anteriores que intentaban incorporar la diversidad filogenética a la planificación de la conservación, como la medida de «diversidad taxonómica» introducida por Vane-Wright, Humphries y William.
El concepto de diversidad filogenética se ha adoptado rápidamente en la planificación de la conservación, con programas como el EDGE of Existence de la Sociedad Zoológica de Londres, centrado en especies evolutivamente distintas. Del mismo modo, el programa Global 200 del WWF también incluye fenómenos evolutivos inusuales en sus criterios de selección de ecorregiones objetivo.
Algunos estudios han indicado que la diversidad alfa es un buen sustituto de la diversidad filogenética, por lo que sugieren que el término tiene poco uso, pero un estudio realizado en la Región Florística del Cabo demostró que, aunque la diversidad filogenética y la diversidad de especies/genus están muy correlacionadas (R2 = 0,77 y 0,96, respectivamente), el uso de la diversidad filogenética llevó a seleccionar prioridades de conservación diferentes que el uso de la riqueza de especies. También demostró que la DP conducía a una mayor conservación de la "diversidad de rasgos" que la riqueza de especies por sí sola.